# Hillsboro (Maryland)
Hillsboro – miasto w Stanach Zjednoczonych, w stanie Maryland, w hrabstwie Caroline.